# Piotr Moczydłowski
Piotr Moczydłowski (ur. 14 września 1982 r. w Szczytnie) – polski karateka stylu Kyokushin, jedyny polski zawodnik, który zdobył 2 medale na mistrzostwach świata.
Jest wicemistrzem świata z Tokio 2013, brązowym medalistą Mistrzostw Świata z Tokio 2009, czterokrotnym Mistrzem Europy, pięciokrotnym Mistrzem Polski. Jest instruktorem karate Kyokushin.
Założył Masters Dojo Warszawska Akademia Sztuk Walki Piotr Moczydłowski, profesjonalny obóz przygotowawczy dla zawodników Entry Camp oraz onekyokushin.pl.